# Fogars de la Selva
Fogars de la Selva ist eine katalanische Gemeinde in der Provinz Barcelona im Nordosten Spaniens. Sie liegt in der Comarca Selva.

## Geographie
Fogars de la Selva liegt in der Provinz Barcelona in der Autonomen Gemeinschaft Katalonien ca. 40 km südlich von Girona und ca. 68 km nordöstlich von Barcelona. Es ist die einzige Gemeinde der Comarca La Selva, die Teil der Provinz Barcelona ist.

## Geschichte
Frühere Namen der Gemeinde waren: Fogás y Ramino (1842), Fogás de Tordera (1857–1981) und Fogars de Tordera (1991).

## Bevölkerungsentwicklung
| Jahr      | 1900 | 1930 | 1950 | 1970 | 1986 | 2001 | 2005  | 2007  |
| --------- | ---- | ---- | ---- | ---- | ---- | ---- | ----- | ----- |
| Einwohner | 485  | 443  | 443  | 244  | 293  | 806  | 1.171 | 1.434 |

## Kultur
Die Schutzheiligen der Gemeinde sind Sant Cebria und Sant Corneli (16. September) und Sant Isidre (15. Mai).

## Sehenswürdigkeiten
- Església de Sant Cebrià
- Església de Ramió
- Ermita de la Mare de Déu de la Serra
- La Tordera